# Barbana (Italien)
Barbana ist eine kleine Insel in der Lagune von Grado im oberitalienischen Friaul. Auf der Insel befinden sich ein Kloster des Franziskanerordens und die Marienkirche Santuario di Barbana, deren Ursprung auf ein Kirchengebäude aus dem 6. Jahrhundert zurückzuführen ist und die jährlich am ersten Sonntag im Juli zum Schauplatz einer Prozession, der Perdon de Barbana, wird. Die Insel wurde nach dem Eremiten Barbanus benannt, der im 6. Jahrhundert auf der Insel lebte und eine Gruppe von Ordensbrüdern um sich versammelte.

## Geschichte
Die Insel Barbana war ursprünglich mit dem Festland verbunden. Auf dem Gebiet der heutigen Insel befand sich zur Zeit der Römer vermutlich ein Heiligtum des Apollo. 
Der Legende zufolge geht der Ursprung der Insel und der heutigen Marienwallfahrtskirche auf das Jahr 582 zurück. In diesem Jahr suchte eine Sturmflut die Gegend um Grado heim und leitete die zunehmende Inselbildung ein. Während des Sturms wurde eine Marienstatue in der Nähe der Hütten der Eremiten Barbanus und Tarilessus angeschwemmt. Aus Dank, dass der Sturm die Stadt Grado weitgehend verschont hatte, ließ der Patriarch von Aquileia, Elia, ein Kirchengebäude errichten. Barbanus versammelte eine Gruppe von Mönchen um sich, deren Nachfolger sich in den darauf folgenden Jahrhunderten um das Heiligtum kümmerten. 
Es ist nicht bekannt, bis wann die Inselbildung abgeschlossen war. Allerdings wurde Barbana bereits im Jahr 734 als Insel bezeichnet. 
Das Kirchengebäude wurde wiederholt durch Überschwemmungen zerstört und in der Folge jeweils wieder aufgebaut. Im Zuge dieser Überschwemmungen ging die ursprüngliche Madonnenstatue verloren. Im 11. Jahrhundert wurde schließlich eine neue, hölzerne Figur der schwarzen Madonna eingesetzt, die heute in einer kleinen Kapelle auf Barbana aufbewahrt wird. Ab dem 11. Jahrhundert bewohnten Benediktinermönche die Insel, die ab 1450 von Franziskanern abgelöst wurden. 1738 errichtete der Franziskanerorden die heutige Wallfahrtskirche, die im Jahre 1911 vollständig umgearbeitet und vergrößert wurde.
Seit 2020 ist das Heiligtum  Benediktinermönchen mit brasilianischen Wurzeln anvertraut. 
Seit der Zeit Grados als österreichisches Seebad ist es in den Sommermonaten möglich die Insel zu besichtigen. Heute (Stand 2018) kann die Insel das ganze Jahr hindurch besucht werden, im Winter allerdings nur an Sonn- und Feiertagen. Die Ausflugsboote fahren von Grado nach Barbana.